# Арверд
Арверд (нід. Arwerd) — селище в нідерландській провінції Гронінген. Входить до складу муніципалітету Емсделта. Арверд являє собою фермерську громаду, що складається з розрізнених ферм. Назва Арверд походить від Арендсвірде (нід. Arendswierde). Оригінальний овальний курган вимірює 225 метрів на 150 метрів, який був значною мірою розкопаний. Крутий край кургану чітко видно, особливо з напрямку Нієнклостер (нід. Nijenklooster). У цих курганах були зроблені знахідки  з римських часів та з раннього та пізнього середньовіччя.